# Gigantactis watermani
Gigantactis watermani is een straalvinnige vissensoort uit de familie van wipneuzen (Gigantactinidae). De wetenschappelijke naam van de soort is voor het eerst geldig gepubliceerd in 1981 door Bertelsen, Pietsch & Lavenberg.